# Lijst van rijksmonumenten in Oudega (Smallingerland)
De plaats Oudega (Aldegea) telt 8 inschrijvingen in het rijksmonumentenregister. Hieronder een overzicht.
| Object | Oorspronkelijke functie?  | Bouwjaar | Architect             | Locatie                                                   | Coördinaten?                 | Nr.?   | Afbeelding |
| --- | ------------------------- | --- | --------------------- | --------------------------------------------------------- | ---------------------------- | ------ | --- |
| Blauwe steen | Gedenkteken               | al in 1664 bekend                                                                                                 |                       | bij Aldegeasterdyk 30                                     | 53° 7' 53" NB, 6° 1' 3" OL   | 33985  | Blauwe steen |
| Sint-Agathakerk Hervormde kerk, toren en kerkhof | Kerk en kerkonderdeel     | begin 12e eeuw (kerk) ca. 1250 (toren) verb. in o.m. verm. 14e eeuw, 1599, 1717 en 1875 1888 (spits) 1921 (rest.) | G.J. Veenstra (1921)  | Buorren 1                                                 | 53° 7' 31" NB, 6° 0' 3" OL   | 33989  | Meer afbeeldingen |
| Voorm. Rechthuis | Gerechtsgebouw            | 1738 1993 (rest.)                                                                                                 |                       | Buorren 11                                                | 53° 7' 31" NB, 5° 59' 57" OL | 33990  | Rechthuis Voorm. Rechthuis |
| Woning onder zadeldak tegen forse topgevel met vlechtingen in het metselwerk en op de zolderverdieping twee vierruitsvensters                                         | Woonhuis                  | oorspr. mog. 18e eeuw                                                                                             |                       | Buorren 19                                                | 53° 7' 30" NB, 5° 59' 53" OL | 33991  | Woning onder zadeldak tegen forse topgevel met vlechtingen in het metselwerk en op de zolderverdieping twee vierruitsvensters |
| Windmotor De Veenhoop | Industrie- en poldermolen | ca. 1921 2001 (herb. op huidige locatie)                                                                          |                       | zuidelijk van de Wijde Ee tussen De Veenhoop en Smalle Ee | 53° 6' 9" NB, 5° 58' 15" OL  | 499285 | Meer afbeeldingen |
| Hervormde kerk, voorm. pastorie | Kerkelijke dienstwoning   | oorspr. 1743 1910 (verb.) 1930-1939 (verb.)                                                                       | B. Kloosterman (1910) | Buorren 7                                                 | 53° 7' 30" NB, 5° 59' 59" OL | 499306 | Hervormde kerk, voorm. pastorie                                                                                               |
| Kop-rompboerderij in gele Friese steen met voorhuis onder rietgedekt zadeldak en schuur onder rietgedekt afgewolfd schilddak met uileborden met opengewerkte makelaar | Boerderij                 | 1856 |                       | Opperbuorren West 1                                       | 53° 8' 9" NB, 5° 59' 35" OL  | 506243 | Meer afbeeldingen |
| Kop-rompboerderij, bijschuur | Boerderij                 | verm. 1856 na 1918 verlengd                                                                                       |                       | bij Opperbuorren West 1                                   | 53° 8' 9" NB, 5° 59' 35" OL  | 506976 | Upload foto |
| Kop-rompboerderij, stookhok | Boerderij                 | na 1918 |                       | bij Opperbuorren West 1                                   | 53° 8' 9" NB, 5° 59' 35" OL  | 506978 | Upload foto |